# IC 4250/1
IC 4250/1 је спирална галаксија у сазвијежђу Береникина коса која се налази на листи објеката дубоког неба у Индекс каталогу.
Деклинација објекта је + 26° 28' 38" а ректасцензија 13h 26m 9,1s. Привидна величина (магнитуда) објекта IC 4250 износи 14,5 а фотографска магнитуда 15,3. IC 42501 је још познат и под ознакама CGCG 161-49, KUG 1323+267, double system, PGC 47008.